# Ralph Claessen
Ralph Claessen (* 1960 in Düsseldorf) ist ein deutscher Physiker.
Er studierte von 1980 bis 1986 Physik an der Christian-Albrechts-Universität zu Kiel. Während eines Aufenthaltes am Cavendish Laboratory der Universität Cambridge fertigte er eine Studienarbeit, die in Kiel als Diplomarbeit in Theoretischer Physik anerkannt wurde. 1987 ging er an das Kieler Institut für Experimentalphysik. Seine Dissertation schrieb Claessen bei M. Skibowski über elektronenspektroskopische Untersuchungen an Hochtemperatursupraleitern (1991). Als Feodor-Lynen-Stipendiat der Alexander von Humboldt-Stiftung wechselte er an die University of Michigan in Ann Arbor. Dort untersuchte er bei J. W. Allen Vielteilcheneffekte in der elektronischen Struktur metallischer Materialien mit Hilfe von Synchrotronstrahlung.
Ab Ende 1992 an der Universität des Saarlandes in Saarbrücken tätig, wurde er 1998 bei Stefan Hüfner mit einer Arbeit über Photoelektronenspektroskopie niederenergetischer Anregungen in niedrigdimensionalen Festkörpern habilitiert. Während der Saarbrücker Tätigkeit hielt er sich mehrfach zu Forschungszwecken am Stanford Synchrotron Radiation Center (USA) und an der Photon Factory in Tsukuba auf. Beginnend mit dem Wintersemester 1998/99 bekleidete er eine C3-Professur für Experimentalphysik an der Universität Augsburg. Seit dem 15. Dezember 2004 hat Claessen eine C4-Professur am Lehrstuhl für Experimentelle Physik an der Universität Würzburg inne. Dort beschäftigt er sich mit der elektronischen Struktur komplexer Festkörper, insbesondere dem plötzlichen Neuauftreten bestimmter Materialeigenschaften durch Quanteneffekte.
Im Jahr 2022 wurde publiziert, dass einem internationalen Forscherteam rund um Ralph Claessen erstmals die Erzeugung von Exzitonen in einem topologischen Isolator gelungen ist.